# Masakr u Voćinu
Pokolj u Voćinu je bio pokolj 350 srpskih civila u Voćinu, Nezavisna država Hrvatska, koji su počinili Ustaše 14. januara 1942. godine, tokom drugog svetskog rata. Masakr je izvršen kao odmazda za prethodnu akciju partizana na Papuku.

## Hronologija
12. januara 1942. došlo je do direktnog okršaja između manje grupe partizana i ustaša. Tom prilikom je poginulo pet ustaša, dvojica su ranjena od kojih je jedan kasnije umro.
Partizani su se nakon borbe povukli na Papuk, dok su se ustaše vratile u Voćin i sačekale pojačanje iz Osijeka, Belišća i Virovitice.

## Masakr
13. januara, oko 300 ustaša i domobrana je počelo sa pljačkanjem i paljenjem srpskih kuća. Civili koji su pokušali da pobegnu, ili su pružali otpor, su ubijeni na licu mesta, dok su ostali uhapšeni i odvedeni u Voćin.
Na srpsku novu godinu, 14. januara, počinjen je do tada najveći pokolj nevine populacije u Slavoniji. Ubijeni su gotovo svi muškarci iz sela Jorgići, Zubovići, Dobrići, Kometnik i Sekulinci.
U masakru je pobijeno ukupno 350 civila.

## Nakon zločina
Sledećeg dana, 15. januara, ustaše su transportovale tela pobijenog stanovništva u unapred pripremljenu masovnu grobnicu istočno od Voćina, duš obale reke Voćinke.

## Spomenik
Spomenik žrtvama pokolja u Voćinu je podignut 2007. godine.